# دارکوب دمگاه‌سرخ
دارکوب دمگاه‌سرخ (نام علمی: Veniliornis kirkii) گونه‌ای از پرندگان از زیرتیرهٔ Picinae از خانواده دارکوبان Picidae است. از جنوب کاستاریکا تا پرو و از شرق تا برزیل، گویان و ترینیداد و توباگو یافت می‌شود.